# Plagiostoma arnstadtiense
Plagiostoma arnstadtiense är en svampart som först beskrevs av Bernhard Auerswald, och fick sitt nu gällande namn av M. Monod 1983. Plagiostoma arnstadtiense ingår i släktet Plagiostoma och familjen Gnomoniaceae.  Arten är reproducerande i Sverige. Inga underarter finns listade i Catalogue of Life.